# レイ卿
レイ卿（英語: Lord Reay）は、スコットランド貴族のロード・オブ・パーラメント。ドナルド・マッカイが1628年に叙位されたことに始まる。歴代当主はマッカイ氏族の氏族長を務める。
一族の邸宅は、オランダ王国ヘルダーランド州ティール近郊のオペイマーツ城 (Ophemert Castle)。

## 歴史

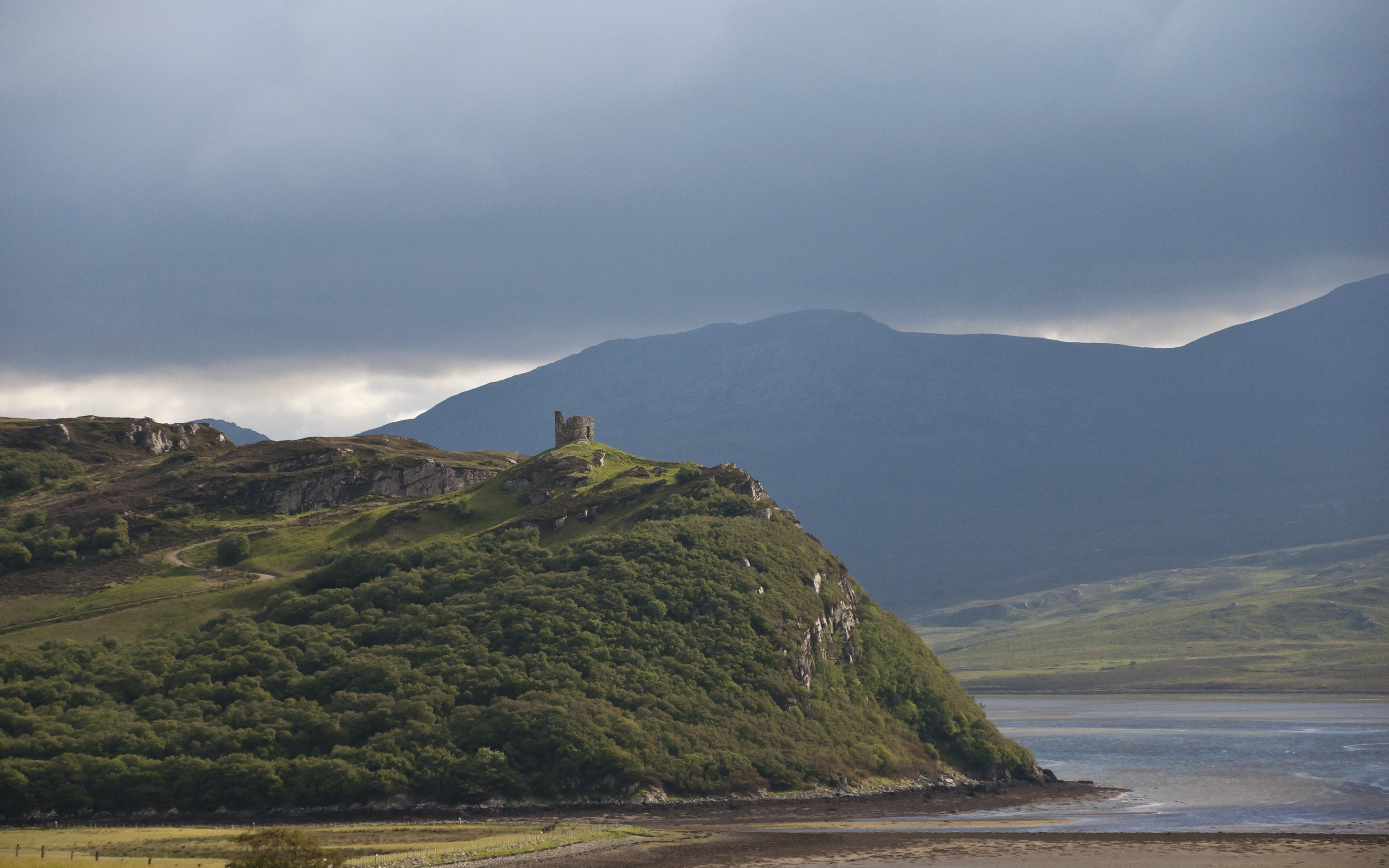
かつての一族の居城であるヴァリッヒ城址。

マッカイ氏族は古来よりスコットランドのストラスネイヴァー一帯からサザランド北東部にかけてを支配してきた一族である。
その係累の軍人サー・ドナルド・マッカイ(1591-1649)は三十年戦争を戦って、北欧諸国を転戦した人物である。彼はケイスネス地方に位置するレイに地所を購入したのち、1627年に(ファーの)準男爵 (Baronet, of Far)、ついで翌年6月20日にはスコットランド貴族としてレイ卿(Lord Reay)に叙された。
2代卿ジョン(1612-1680?)はイングランド内戦を騎士党派として活動した。彼ののちは嫡孫ジョージが爵位を継承した。これ以降は7代にわたって3代卿ジョージの系統で爵位は継承された。 
しかし、9代卿エリック(1813-1875)が生涯未婚のまま没すると、3代卿の系統は途絶えた。そのため、卿位は2代卿の次男の系統に遡って、親族イニアス・マッカイ(1806-1876)に相続された。当時の10代卿イニアスの系統はオランダに帰化しており、彼自身もオランダ陸軍准将を務めた陸軍士官であった。彼の父ヨハン・マッカイは1822年にオランダ王国貴族としてオペイマーツ及びゼネヴェイネンのマッカイ男爵(Baron Mackay van Ophemert and Zennewijnen)に叙されていたため、10代卿以降の当主はオランダ貴族爵位も帯びることとなった。 
11代卿ドナルド(1839-1921)は1877年にイギリスに帰化して、ローズベリー内閣下のボンベイ知事やインド省政務次官を歴任した。彼は1881年10月8日に連合王国貴族としてサザーランド州ダーネスのレイ男爵 (Baron Reay, of Durness in the County of Sutherland)に叙せられたが、彼には子がおらずレイ男爵位は一代で廃絶している。他方、レイ卿位とマッカイ男爵位は10代卿の弟の系統に移行して、親族エリック・マッカイが継承した。   
しかし、12代卿エリック(1870-1921)は爵位を承継して僅か3か月後に急逝したため、長男がイニアスが卿位を襲った。
13代卿イニアス(1905-1963)は1938年にイギリスに帰化したのち、スコットランド貴族代表議員に選出されて貴族院に籍を置いた。
さらに、彼の一人息子である14代卿ヒュー(1937-2013)は欧州議会議員を務めたほか、保守党政治家としてサッチャー・メージャー両政権下の貿易産業政務次官を務めた。また、彼はブレア内閣による貴族院法制定以降も、貴族院に籍を置く92人の世襲貴族の一人であった。
現当主である15代卿イニアス(1965-)もまた互選の結果、父同様に貴族院議員を務めている。

## 現当主が保有する爵位 / 準男爵位
現当主である第15代レイ卿イニアス・サイモン・マッカイは以下の爵位を保有している。
- 第15代ケイスネス州レイのレイ卿 (15th Lord Reay, of Reay in the County of Caithness)
(1628年6月20日の勅許状によるスコットランド貴族爵位)

- 第15代(ファーの) 準男爵 (15th Baronet, of Far)
(1627年3月18日の勅許状によるノヴァスコシア準男爵位)

### 海外爵位
- オペイマーツ及びゼネヴェイネンのマッカイ男爵(Baron Mackay van Ophemert and Zennewijnen)
(1822年6月4日創設のオランダ王国貴族（英語版）爵位)

## レイ卿 (1628年)
- 初代レイ卿ドナルド・マッカイ（英語版） (1591-1649)
- 第2代レイ卿ジョン・マッカイ (1612頃-1680/1681頃)
- 第3代レイ卿ジョージ・マッカイ（英語版） (1678-1748)
- 第4代レイ卿ドナルド・マッカイ (生年未詳-1761)
- 第5代レイ卿ジョージ・マッカイ (1735頃-1768)
- 第6代レイ卿ヒュー・マッカイ (生年未詳-1797)
- 第7代レイ卿エリック・マッカイ (1773-1847)
- 第8代レイ卿アレクサンダー・マッカイ (1775-1863)
- 第9代レイ卿エリック・マッカイ (1813-1875)
- 第10代レイ卿イニアス・マッカイ (1806-1876)
- 第11代レイ卿ドナルド・ジェイムズ・マッカイ（英語版） (1839-1921)
- 第12代レイ卿エリック・マッカイ (1870-1921)
- 第13代レイ卿イニアス・アレクアンダー・マッカイ (1905-1963)
- 第14代レイ卿ヒュー・ウィリアム・マッカイ（英語版） (1937-2013)
- 第15代レイ卿イニアス・サイモン・マッカイ（英語版） (1965-)

爵位の法定推定相続人は、現当主の息子であるマスター・オブ・レイ (儀礼称号) アレクサンダー・シャイミー・マーカス・マッカイ (2010-)。